# نمره یک پایین
نمره یک پایین، روستایی از توابع بخش مرکزی شهرستان امیدیه در استان خوزستان ایران است.

## جمعیت
این روستا در دهستان چاه سالم قرار دارد و براساس سرشماری مرکز آمار ایران در سال ۱۳۸۵، جمعیت آن ۱٬۰۴۳ نفر (۲۳۴خانوار) بوده‌است.